# U-153 (tàu ngầm Đức) (1941)
U-153 là một tàu ngầm tấn công  Lớp Type IX thuộc phân lớp Type IXC được Hải quân Đức Quốc Xã chế tạo trong Chiến tranh Thế giới thứ hai. Nhập biên chế năm 1941, nó đã thực hiện được mười hai tuần tra và đánh chìm được ba tàu buôn với tổng tải trọng 16.186 GRT. Trong chuyến tuần tra cuối cùng, U-153 bị tàu khu trục Lansdowne (DD-486) của Hải quân Hoa Kỳ đánh chìm trong biển Caribe gần lối ra vào phía Bắc của kênh đào Panama vào ngày 13 tháng 7, 1942.

## Thiết kế và chế tạo

### Thiết kế
Thiết kế của tàu ngầm Type IXC có kích thước hơi nhỉnh hơn so với phân lớp Type IXB dẫn trước. Chúng có trọng lượng choán nước 1.120 t (1.100 tấn Anh) khi nổi và 1.232 t (1.213 tấn Anh) khi lặn. Con tàu có chiều dài chung 76,76 m (251 ft 10 in), lớp vỏ trong chịu áp lực dài 58,75 m (192 ft 9 in), mạn tàu rộng 6,76 m (22 ft 2 in), chiều cao 9,60 m (31 ft 6 in) và mớn nước 4,70 m (15 ft 5 in).
Chúng trang bị hai động cơ diesel MAN M 9 V 40/46 siêu tăng áp 9-xy lanh 4 thì, tổng công suất 4.400 PS (3.200 kW; 4.300 bhp), dẫn động hai trục chân vịt đường kính 1,92 m (6,3 ft), cho phép đạt tốc độ tối đa 18,3 kn (33,9 km/h), và tầm hoạt động tối đa 13.450 nmi (24.910 km) khi đi tốc độ đường trường 10 kn (19 km/h). Khi đi ngầm dưới nước, chúng sử dụng hai động cơ/máy phát điện Siemens-Schuckert 2 GU 345/34 tổng công suất 1.000 PS (740 kW; 990 shp). Tốc độ tối đa khi lặn là 7,3 kn (13,5 km/h), và tầm hoạt động 63 nmi (117 km) ở tốc độ 4 kn (7,4 km/h). Con tàu có khả năng lặn sâu đến 230 m (750 ft).
Vũ khí trang bị có sáu ống phóng ngư lôi 53,3 cm (21 in), bao gồm bốn ống trước mũi và hai ống phía đuôi, và mang theo tổng cộng 22 quả ngư lôi 53,3 cm (21 in). Tàu ngầm Type IX trang bị một hải pháo 10,5 cm (4,1 in) SK C/32 với 110 quả đạn, một pháo phòng không 3,7 cm (1,5 in) SK C/30 và hai pháo phòng không 2 cm (0,79 in) C/30. Thủy thủ đoàn bao gồm 4 sĩ quan và 44 thủy thủ.

### Chế tạo
U-153 được đặt hàng vào ngày 25 tháng 9, 1939, và được đặt lườn tại xưởng tàu AG Weser của hãng DeSchiMAG ở Bremen vào ngày 12 tháng 9, 1940. Nó được hạ thủy vào ngày 5 tháng 4, 1941, và nhập biên chế cùng Hải quân Đức Quốc Xã vào ngày 19 tháng 7, 1941 dưới quyền chỉ huy của Hạm trưởng, Thiếu tá Hải quân Wilfried Reichmann.

## Lịch sử hoạt động
U-153 tiến hành chạy thử máy và huấn luyện trong thành phần Chi hạm đội U-boat 4 cho đến ngày 1 tháng 6, 1942, khi nó được điều sang Chi hạm đội U-boat 2 để tiếp tục huấn luyện, và ở lại cùng đơn vị này khi được đưa ra hoạt động trên tuyến đầu cho đến khi bị mất.
Đang khi huấn luyện trong biển Baltic vào ngày 15 tháng 11, 1941, U-153 mắc tai nạn va chạm với tàu ngầm U-583 ở vị trí ngoài khơi Danzig (nay là Gdańsk thuộc Ba Lan), U-153 tiếp tục nổi được, nhưng U-583 đắm tại tọa độ 55°23′B 17°05′Đ / 55,383°B 17,083°Đ với tổn thất toàn bộ 45 thành viên thủy thủ đoàn trên tàu.

### Chuyến tuần tra thứ nhất
Sau khi di chuyển từ cảng Kiel, Đức băng qua Bắc Hải để đến cảng Kristiansand, Na Uy vào giữa tháng 5, 1942, U-153 xuất phát từ đây vào ngày 21 tháng 5 cho chuyến tuần tra đầu tiên trong chiến tranh. Nó băng qua khe GI-UK giữa các quần đảo Shetland và Faroe để vòng qua quần đảo Anh, và hoạt động tại vùng biển Bắc Đại Tây Dương về phía Tây Ireland (Khu vực Tiếp cận phía Tây). Nó không đánh chìm được mục tiêu nào, và kết thúc chuyến tuần tra tại cảng Lorient bên bờ Đại Tây Dương của Pháp đã bị Đức chiếm đóng vào ngày 30 tháng 5.

### Chuyến tuần tra thứ hai – Bị mất
Khởi hành từ cảng Lorient vào ngày 6 tháng 6 cho chuyến tuần tra thứ hai, cũng là chuyến cuối cùng, U-153 hướng xuống phía Tây Nam để hoạt động tại vùng biển Đại Tây Dương ngoài khơi Trung Mỹ, như một phần của Chiến dịch Paukenschlag (tiếng Anh: Chiến dịch Drumbeat). 
Tại đây vào ngày 25 tháng 6, nó phóng ngư lôi đánh chìm chiếc tàu buôn Anh Anglo-Canadian 5.268 GRT ở vị trí khoảng 800 nmi (1.500 km) về phía Đông Bắc Antigua. Chỉ hai ngày sau đó 27 tháng 6, nó tiếp tục đánh chìm chiếc tàu buôn Hoa Kỳ Potlatch 6.085 GRT ở vị trí khoảng 650 nmi (1.200 km) về phía Đông quần đảo Virgin. Cuối cùng vào ngày 29 tháng 6, tàu buôn Hoa Kỳ Ruth 4.833 GRT bị đánh chìm ở vị trí khoảng 350 nmi (650 km) về phía Đông Bắc Barbuda.
Sau đó U-153 bị một máy bay ném bom A-20 Havoc thuộc Liên đội 59 Không lực Lục quân Hoa Kỳ tấn công vào ngày 6 tháng 7, ở khu vực phía Đông biển Caribe về phía Tây Bắc Aruba, được một số nguồn cho là đã đánh chìm chiếc U-boat tại tọa độ 12°50′B 72°20′T / 12,833°B 72,333°T, nhưng chiếc tàu ngầm vẫn sống sót. Đến ngày 13 tháng 7, nó bị tàu khu trục Lansdowne (DD-486) của Hải quân Hoa Kỳ thả mìn sâu đánh chìm gần Colón, Panama, cách không xa lối ra vào phía Bắc của kênh đào Panama. Toàn bộ 52 thành viên thủy thủ đoàn của U-153 đều đã tử trận.

### Tóm tắt chiến công
U-153 đã đánh chìm được ba tàu buôn với tổng tải trọng 16.186 GRT:
| Ngày             | Tên tàu        | Quốc tịch      | Tải trọng | Số phận      |
| ---------------- | -------------- | -------------- | --------- | ------------ |
| 25 tháng 6, 1942 | Anglo-Canadian | United Kingdom | 5.268     | Bị đánh chìm |
| 27 tháng 6, 1942 | Potlatch       | United States  | 6.085     | Bị đánh chìm |
| 29 tháng 6, 1942 | Ruth           | United States  | 4.833     | Bị đánh chìm |